# Augusto Frederico Müller Júnior
Augusto Frederico Müller Júnior é um professor e ex-reitor da Universidade Federal de Mato Grosso. Nasceu em Campo Grande, porém veio com sua família para Cuiabá nos primeiros meses de vida. Graduou-se na Universidade de Brasília (UnB) em 1972 e, em 1973, retornou a cidade de sua família. Nesse mesmo ano ingressou como professor da UFMT atuando inicialmente no Departamento de Matemática, na área de Estatística Básica. Posteriormente atuou na Assessoria de Planejamento e Desenvolvimento, ligada à Reitoria, enquanto fazia especialização em Planejamento Universitário. Foi coordenador de Pesquisa e sub-reitor de Planejamento, quando coordenou a instalação do Centro Universitário do Médio Araguaia e ampliou o Centro Universitário de Rondonópolis. Foi eleito reitor em 1988, tendo assumido no dia 20 de outubro daquele ano, permanecendo em sala de aula até 2005, quando se aposentou. É Cônsul Honorário de Portugal em Cuiabá.